# Un sujet en or
Un sujet en or (titre original : Gold) est une nouvelle de science-fiction d'Isaac Asimov, parue pour la première fois en septembre 1991 dans le magazine Analog Science Fiction and Fact. Elle a été publiée en langue française dans le recueil Mais le docteur est d'or en avril 1996.
Elle a reçu le prix Hugo de la meilleure nouvelle longue 1992.